# Crisis de Mayo (1958)
La crisis de mayo de 1958 fueron una serie de acontecimientos que tuvieron lugar en Francia y que propiciaron la llegada al poder del general Charles de Gaulle en un tenso contexto de amenaza de guerra civil en Francia tras el intento de golpe de Estado en Argel por parte de militares franceses el 13 de mayo de 1958. La Crisis de Mayo supuso un golpe para el régimen de la Cuarta República Francesa que poco tiempo después sucumbiría durante el gobierno de De Gaulle que inició un proceso constituyente dando lugar a la Quinta República Francesa.

## La crisis moral, política y social del régimen de la IV República
A principios de 1958 se publica el polémico libro autobiográfico La question de Henry Alleg que desata una ola de indignación en Francia. En él se narran las torturas que sufrió en la Argelia francesa el autor del libro por parte del ejército francés durante la guerra de Independencia de Argelia. Inmediatamente, el gobierno francés ordena su censura y prohíbe su venta, pero el descrédito es enorme; Francia, cuna de los derechos humanos es acusada de torturar a sus propios ciudadanos. Posteriormente, se produjo un grave incidente internacional el 8 de febrero a causa del bombardeo de Sakiet Sidi Youssef en Túnez por parte del ejército francés, ocasionando numerosas víctimas civiles. El incidente se convierte en un escándalo internacional y nacional forzando la dimisión del gobierno de Félix Gaillard el 15 de abril (voto de censura logrado tras la alianza de gaulistas, comunistas y poudjadistas).
En situación de grave crisis política, Francia atraviesa su cuadragésimo segundo mes de guerra en Argelia, ahora sin gobierno y en manos del ejército francés que actúa con total libertad en Argelia. Ante este descontrol, se empiezan a oír rumores de conspiraciones y presuntos golpes de estado, tanto en Argel como en París se movilizan distintas conspiraciones (gaullistas, militares, pieds-noirs) con distintas ideologías y muchas veces sin un verdadero programa de acción concreto pero con un objetivo común: derrocar el régimen de la Cuarta República.

## La tortuosa búsqueda de un nuevo Gobierno
Tras la dimisión del Gobierno de Felix Gaillard, el presidente de la República René Coty se enfrenta a la ardua tarea de encontrar un nuevo primer ministro, cargo que nadie quiere ocupar dado la escasa duración de los gobiernos precedentes (tres gobiernos en apenas un año). A finales de abril, Coty (tras los fracasos de las candidaturas de René Pleven y Georges Bidault) presenta la candidatura de Pierre Pflimlin. Esta candidatura genera un enorme malestar en el ejército, el estado mayor en Argel con Raoul Salan a la cabeza envía una carta al Presidente Coty haciéndole parte del enorme rechazo que suscita Pflimlin en el ejército puesto que se le considera un derrotista partidario de la negociación, recordando al Presidente que el ejército no aceptaría otro final a la guerra que el de la rendición de los rebeldes. El asunto es inaudito, el ejército no sólo se otorga el derecho de decidir como se ha de llevar a cabo la guerra, sino que no duda en interferir en los asuntos del gobierno. La amenaza es clara, en caso de negociación con los argelinos, el ejército no dudará en iniciar una sublevación contra el gobierno.
Durante todo este tiempo De Gaulle y sus principales partidarios (Michel Debré, Jacques Soustelle, Jacques Chaban-Delmas) guardan silencio. La conspiración gaullista no busca tomar el poder por la fuerza, sino que se sirve del miedo y el caos para lograr que De Gaulle sea llamado como salvador de la Patria. Tal y como afirma De Gaulle, “no hay que tomar el poder, basta con recogerlo”. El objetivo es claro, solo hay que tensar la cuerda hasta que al presidente Coty no le quede otro remedio que presentar la candidatura de De Gaulle a la presidencia del consejo.

## Ruidos de Sables desde Argel
En Argel, los militares ven en la enésima crisis de gobierno la ocasión para tomar el poder. Desde hacía ya varios meses, varios generales habían estado preparando la llamada Operación Resurrección, que consistía en que el Coronel Gribius y su regimiento blindado tomasen París mientras que tropas paracaidistas venidas desde Argelia saltarían sobre las principales ciudades de Francia. Si todo iba bien, los militares entregarían el poder al general De Gaulle quien tendría plenos poderes durante un año para dar total libertad de acción al ejército (hay que recordar que pocos meses antes, tras el escándalo de las torturas durante la batalla de Argel de 1957, se había nombrado una Comisión de Salvaguarda de los Derechos y Libertades Individuales en Argelia con el fin de vigilar al ejército) y terminar con la guerra en Argelia. Para ello se habían intensificado los contactos entre los militares facciosos y el entorno del general De Gaulle mediante la mediación de Léon Delbecque (hombre de confianza del general De Gaulle).

## El golpe de Estado del 13 de mayo
El 13 de mayo de 1958, Pierre Pflimlin es nombrado primer ministro. En Argel la noticia causa indignación entre los militares y los residentes franceses. Ese mismo día una muchedumbre de pieds-noirs toman el palacio de la gobernación de Argel, durante las primeras horas el ejército se muestra dubitativo e inactivo pero finalmente se suma a la multitud. El general Jacques Massu toma el mando de la rebelión cívico-militar y envía este escueto e inquietante telegrama al presidente de la República: “Os informamos de la creación de un comité de salvación pública civil y militar en Argel presidido por mí, el general Massu”. En París el gobierno se muestra desbordado por los acontecimientos recientes, se condena lo acontecido en Argel pero no se da el paso de declarar el estado de sitio. En Argel, el comité lamenta el nombramiento de Pflimlin gracias a los votos del PCF, se anuncia la inminente llegada de Jacques Soustelle y se implora al general De Gaulle que abandone su prolongado mutismo y se pronuncie a favor del comité de Argel. En el resto de Argelia, las principales ciudades con mayoría europea (Constantine, Bône) crean comités a imagen y semejanza del de Argel. El gobierno francés responde mandando arrestar a Jacques Soustelle, convencido de que está organizando un golpe de Estado con De Gaulle y los militares.

## La respuesta de De Gaulle
El 14 de mayo, desde el balcón del palacio de la gobernación, el general Raoul Salan grita a la muchedumbre vivas a favor de la Argelia Francesa y de De Gaulle, ese mismo día Léon Debelcque es nombrado vicepresidente del comité de Argel. Un día después y frente a esta situación tensa y apremiante el general De Gaulle rompe por fin su silencio:
“la degradación del Estado lleva irreductiblemente a la sedición de las poblaciones asociadas, al caos en el ejército en combate, la disgregación nacional y pérdida de la independencia. Desde hace 12 años, Francia está sumida en problemas demasiado graves para el régimen de partidos encaminándose hacia un proceso autodestructivo. Ayer el país, en sus momentos más bajos , me hizo confianza para conducirlo hasta su salvación. Hoy, frente a los desafíos que de nuevo surgen ante él, que sepa que estoy listo para asumir los poderes de la República”
De Gaulle por fin se postula abiertamente como candidato, critica duramente la debilidad del ejecutivo como causa de los tormentos del país. No solo no censura la sublevación militar, sino que rechaza abiertamente el régimen de partidos. Sus intenciones parecen ya claras, pide abiertamente los plenos poderes para poner fin a los disturbios del país y de paso acabar con el sistema político vigente. Mientras que la tensión crece, las muestras de adhesión popular en Francia hacia De Gaulle se multiplican,[cita requerida] el general está convencido de que en estos momentos existen tres poderes en Francia, él representa el poder Moral frente al poder Legal del gobierno en París y el poder Real en Argel. Su objetivo es lograr aunar estos tres poderes de ahora en adelante en su persona.

## La respuesta de la clase política francesa
La declaración de De Gaulle del 15 de mayo genera una gran polémica entre la clase política francesa. Se le acusa de chantajear a Francia y a la Asamblea bajo la amenaza de una guerra civil. Mitterrand, entonces diputado, llega a declarar: “hoy en día los compañeros de De Gaulle se llaman golpe de estado y sedición”, Pierre Mendès France es especialmente duro con la candidatura de De Gaulle afirmando en la Asamblea, el 1 de junio:
"La IV República perece por sus propias faltas. Este Régimen desaparece por que no ha sabido resolver los problemas a los que estaba enfrentado. El sistema que el general De Gaulle tantas veces ha criticado y que efectivamente merecía muchas críticas ha fracasado […] Pese a los sentimientos que siento hacia la persona y el pasado del general De Gaulle, no votaré a favor de su investidura, el general no puede sentirse sorprendido ni ofendido. […] No puedo admitir emitir mi voto obligado por la insurrección y la amenaza de un golpe de estado militar. No hago alusión aquí a las amenazas individuales y nominativas, casi oficiales, que hemos recibido algunos de nosotros y que la censura prohíbe su publicación, me refiero al chantaje de la guerra civil, al anuncio de un golpe de estado organizado contra los representantes del pueblo en el caso de nuestra decisión no sea la que pretenden dictarnos. Estos preparativos, que son de sobra conocidos por el gobierno, la prensa extranjera, han llegado hasta los pasillos de esta Asamblea. El pueblo francés nos cree libres; ya no lo somos."

## Caída del gobierno Pflimlin y nominación de De Gaulle
Ante la evidencia de que el gobierno no puede hacer frente al conato de sedición en Argel, Pierre Pflimlin dimite el 28 de mayo, ese mismo día De Gaulle se reúne con el General Dulac (jefe del estado mayor del general Raoul Salan) que le informa que el Comité de Argel da el visto bueno a su candidatura a primer ministro. Finalmente, acorralado y sin ninguna otra salida, el presidente René Coty anuncia la candidatura de De Gaulle. Consciente de su posición de fuerza, De Gaulle impone exigencias para acceder al poder, el general sólo aceptará la nominación del Presidente si se le entrega plenos poderes para seis meses y poderes constituyentes para elaborar una nueva constitución. Las cartas están por fin encima de la mesa, el 1 de junio la Asamblea Nacional apoya la investidura de Charles de Gaulle, quien forma un gobierno de unidad nacional y el 2 de junio los diputados conceden plenos poderes y revocan el artículo 90 para reformar el testamento

## Epílogo a las jornadas de Mayo
La crisis de mayo de 1958 puso a la luz las debilidades del régimen de la Cuarta República Francesa, que no supo hacer frente a los desafíos de la descolonización del Imperio colonial francés y a su endémica debilidad interna por la fragmentación política de Francia. De vuelta en el poder, el general De Gaulle se puso de inmediato a desmantelar el régimen de la Cuarta República, y tras la aprobación por referéndum, se instituyó la Quinta República Francesa en 1959. Desde Argel, las jornadas de mayo suponen la evidencia de que los sectores más radicales de los Pieds-Noirs se oponen a toda negociación en la Guerra de Argelia. Finalmente, el ejército francés en Argelia aparece como un actor político más, que seguirá desafiando al gobierno francés cuando este intente negociar con los idependentistas argelinos (en 1961, protagonizaran un nuevo golpe de Estado, esta vez contra De Gaulle).